# ناحیه گونتس
ناحیهٔ گونتس (به مجاری: Gönci járás) یک ناحیه در مجارستان است که در بورشود-آبااوی-زمپلن واقع شده‌است. ناحیهٔ گونتس ۵۴۹٫۶۷ کیلومتر مربع مساحت و ۱۹٬۲۷۵ نفر جمعیت دارد.